# اکسایش هاس–بندر
در شیمی آلی، اکسایش هاس-بندر (همچنین با نام سنتز کربونیل هاس-بندر نیز شناخته می‌شود) یک واکنش اکسایش آلی است که با استفاده از نمک سدیم ۲-نیتروپروپان به عنوان اکسید کننده، بنزیل هالیدها را به بنزآلدهید تبدیل می‌کند. این واکنش به افتخار هنری بی. هاس و مایرون ال. بندر، که اولین بار آن را در سال ۱۹۴۹ گزارش کردند نامگذاری شده‌است.
فرایند واکنش با پروتون‌زدایی ۲-نیتروپروپان در کربن α آغاز می‌شود تا یک آنیون تثبیت شده با رزونانس تشکیل شود. این ترکیب سپس یک واکنش SN2 را برای جابجایی بنزیل هالید آغاز می‌کند. برخلاف واکنش نیتروآلدول، که در آن کربن پروتون‌زدایی شده گروه نیتروآلکیل اتم هسته‌دوست است، در اینجا اکسیژن خودِ نیترو است که به کربن بنزیلی حمله می‌کند. ساختار O-بنزیل سپس تحت یک واکنش پری‌سیکلی قرار می‌گیرد تا یک بنزآلدهید تولید کند که دی‌متیلاکسیم به عنوان محصول جانبی آن تولید می‌شود.
اگرچه این واکنش در ابتدا برای ترکیبات بنزیلی توسعه یافته بود، اما برای آلیل هالیدها نیز کار می‌کند و β، α-انون‌ها و انال‌های مربوطه را ایجاد می‌کند.

## یادداشت
1. ↑  Hass–Bender oxidation
2. ↑  Hass–Bender carbonyl synthesis